# Jüdischer Friedhof (Groß-Bieberau)

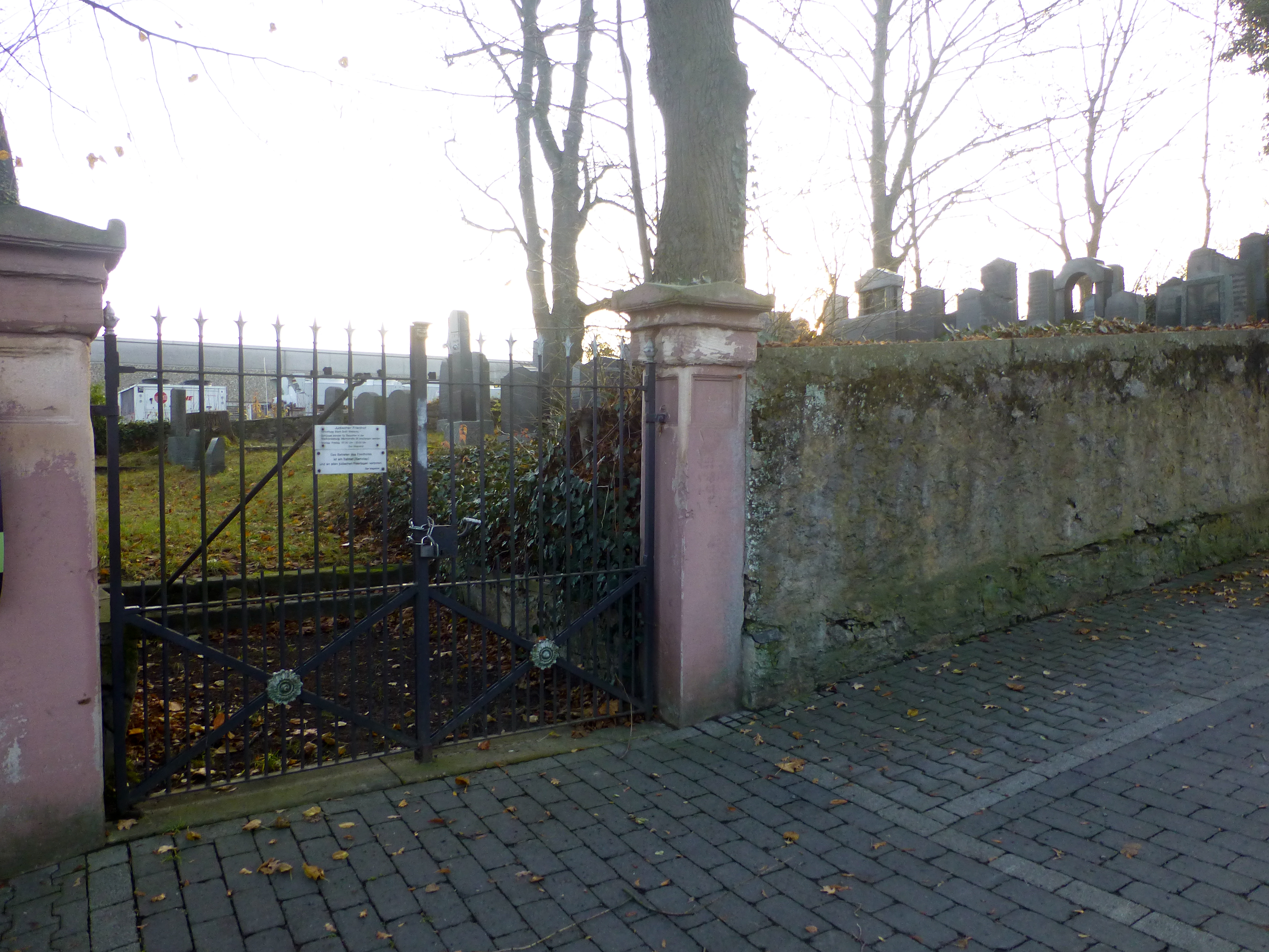
Jüdischer Friedhof Groß-Bieberau (Dezember 2019)

Der Jüdische Friedhof Groß-Bieberau ist ein Friedhof in der Stadt Groß-Bieberau im Landkreis Darmstadt-Dieburg in Hessen.

## Lage
Der 516 m² große jüdische Friedhof liegt im Norden des Ortes Am Schaubacher Berg 1. Über die Anzahl der Grabsteine gibt es keine Angaben.

## Beschreibung
Der Friedhof wurde 1889 wie viele im Zuge der Judenemanzipation in der 2. Hälfte des 19. Jahrhunderts neu angelegt. Mit seiner Gründung hatte sich die jüdischen Gemeinde von Groß-Bieberau vom althergebrachten Friedhof in Dieburg gelöst. Ab 1930 nutzte auch die Israelitische Gemeinde Reinheim den Friedhof und wurde Mitinhaberin.
Der nahezu rechteckige Friedhof ist von einer Bruchsteinmauer eingefasst, der Zugang erfolgt mittig aus Norden durch ein Eisengittertor, dass in Sandsteinpfosten mit verdachten Rechteck-Kapitellen befestigt ist. Nur die westliche Hälfte des Friedhofs ist mit Grabstellen belegt. Der erste Stein von 1891 wurde aus Sandstein gefertigt, alle weiteren bestehen aus dunklem Marmor bzw. Granit und sind in einer schlichten Formensprache gehalten. Der Friedhof ist ein hessisches Kulturdenkmal, verzeichnet mit der Nummer 780585, aus orts- und religionsgeschichtlichen Gründen.